# ꝶ
Cette page contient des caractères spéciaux ou non latins. S’ils s’affichent mal (▯, ?, etc.), consultez la page d’aide Unicode.
ꝶ (uniquement en minuscule), appelé petite capitale rum, est une lettre additionnelle de l’alphabet latin utilisée en latin au Moyen Âge comme abréviation de -rom ou -rum.

## Utilisation
Le signe petite capitale rum est utilisé au Moyen Âge dans certaines abréviations latines pour -rum comme dans quoꝶ  (quorum).
L’abbréviation rum a plusieurs formes : un ʀ ‹ ꝶ ›, un r minuscule romain ‹ ꝵ › ou un r gothique ‹ ꝝ ›, chacun tranché d’une barre diagonale généralement en forme de 7.

## Représentations informatiques
La petite capitale rum peut être représenté avec les caractères Unicode (Latin étendu D) suivants :
| formes    | représentations | chaînes de caractères | points de code | descriptions                                |
| --------- | --------------- | --------------------- | -------------- | ------------------------------------------- |
| minuscule | ꝶ               | ꝶ                     | U+A776         | lettre minuscule latine petite capitale rum |